# Jan van Kessel den äldre

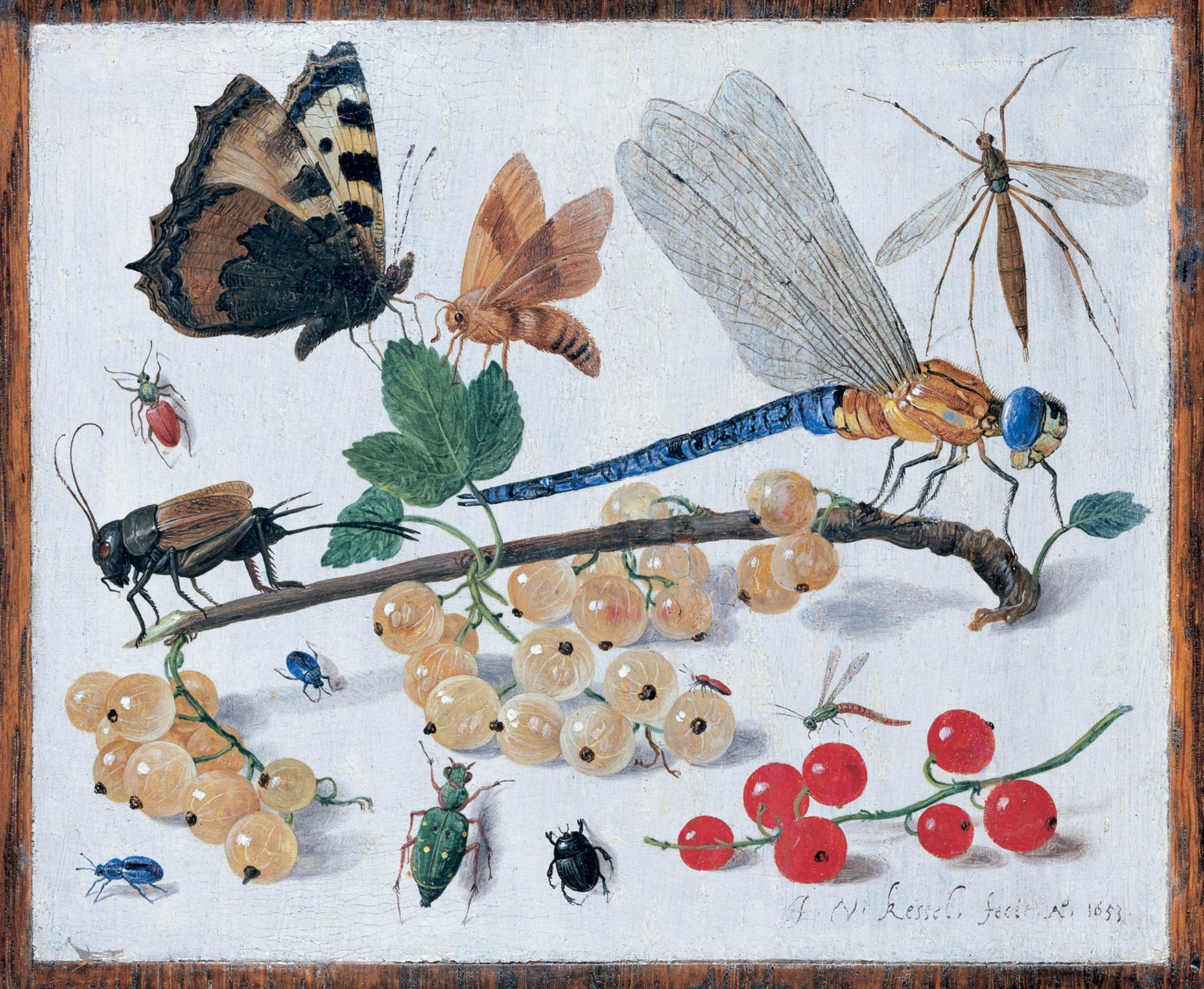
Målning av Jan van Kessel d.ä.

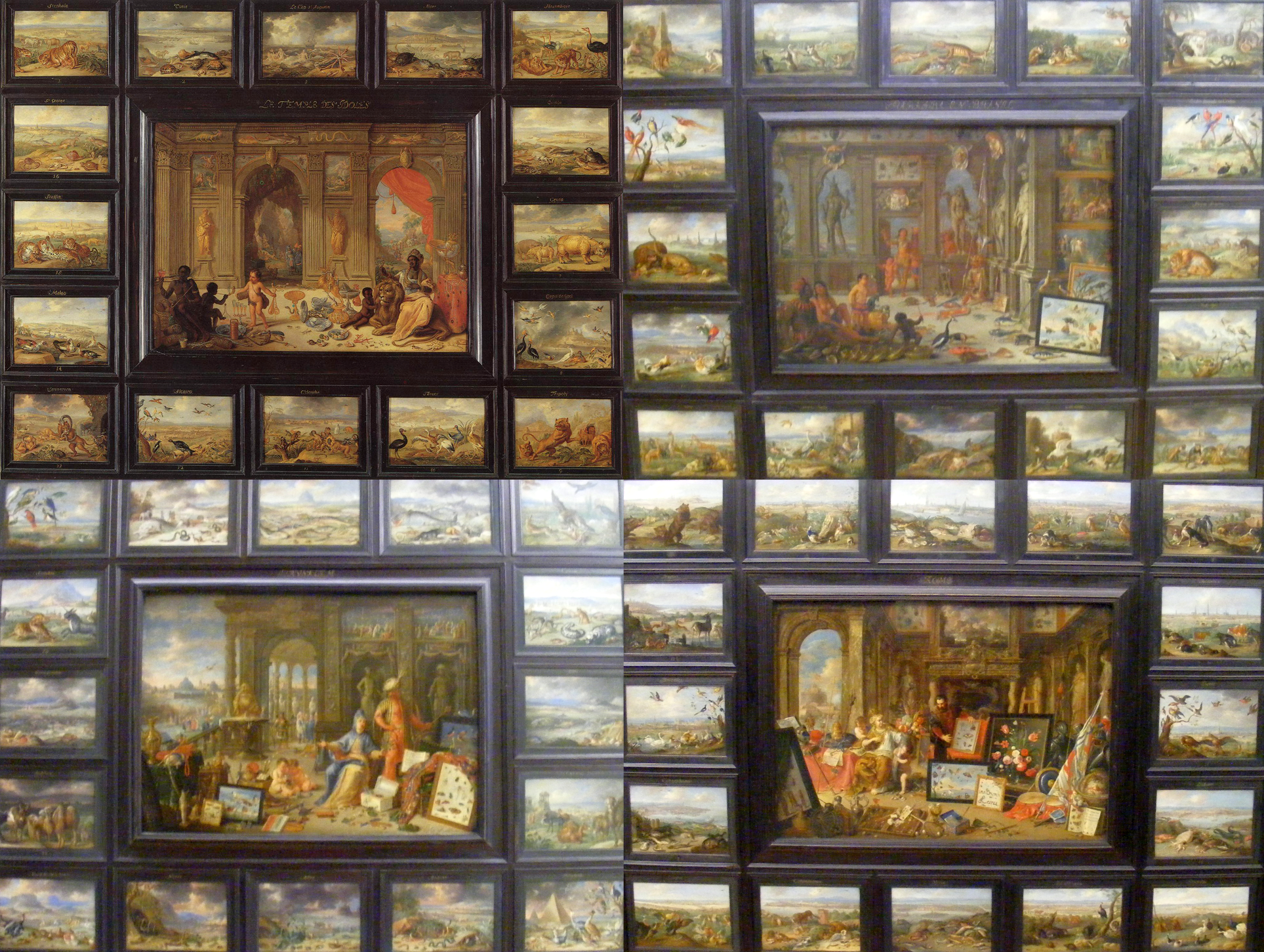
Die vier Erdteile

Jan van Kessel den äldre, född 1626 i Antwerpen, död där 1679, var en flamländsk stillebenmålare. Han specialiserades sig på blomstermåleri.
Han var elev till fadern, Hieronymus van Kessel, morfadern Jan Brueghel den äldre och Simon de Vos. Van Kessel målade, mest i litet format, till exempel landskap med djur, blommor och frukter, som finns i ett flertal museer (bland annat i Nationalmuseum: Strid mellan ugglor och fyrfota djur samt Krigiska emblem). Undantagsvis utförde han större verk, som ett 1654 målat Frukoststycke (i Dresden), som dock bara är en kopia med obetydliga förändringar efter Jan Davidszoon de Heems målning av Stockholms slott.